# Cyrtanthus striatus
Cyrtanthus striatus är en amaryllisväxtart som beskrevs av Herb.. Cyrtanthus striatus ingår i släktet Cyrtanthus, och familjen amaryllisväxter. Inga underarter finns listade i Catalogue of Life.